# Tabernaemontana oppositifolia
Tabernaemontana oppositifolia là một loài thực vật thuộc họ Apocynaceae. Đây là loài đặc hữu của Puerto Rico.